# Charles Clavel
Pour les articles homonymes, voir Clavel.
Charles Clavel, né le 19 mars 1902 à Malzéville et décédé le 6 novembre 1992 à Varangéville, est un résistant avec le grade de lieutenant des FFI de Lorraine. Il a été maire de Varangéville et a occupé plusieurs fonctions d'administrateur dans le social et le politique.

## Biographie

### Formation ouvrière
Charles Clavel commence dans le monde ouvrier à l'âge de 18 ans aux Soudières réunies de la Madeleine et est un actif syndicaliste. Il prend sa retraite des Soudières en 1967.

### Armée
Il effectue son service militaire en 1922 et 1923.
Rappelé en 1939, il se porte volontaire dans une unité combattante le 276e RTA dont il est libéré le 22 décembre 1940.

Il deviendra le parrain de la 9 e division de l'infanterie coloniale.

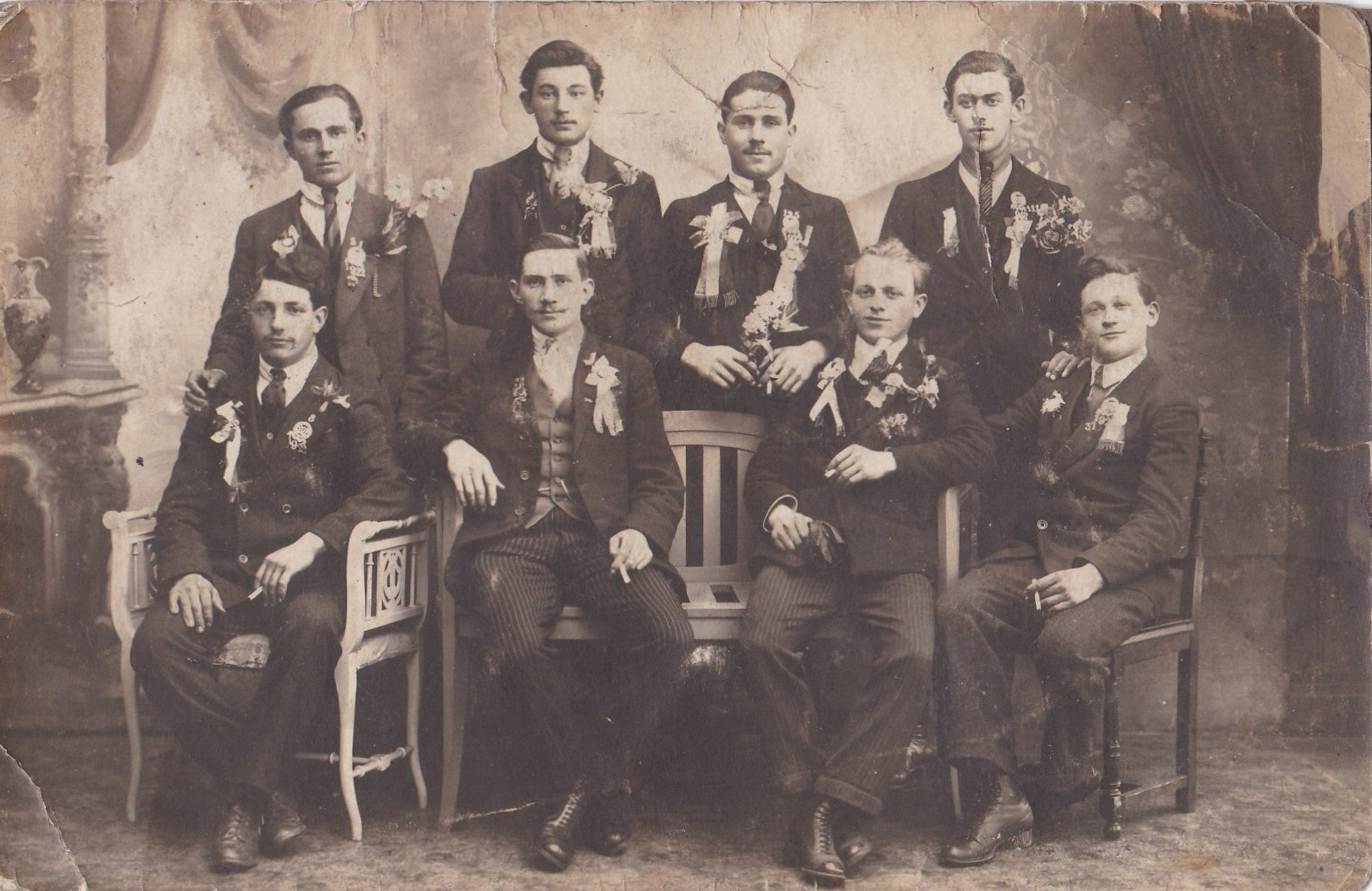
Charles Clavel et ses conscrits

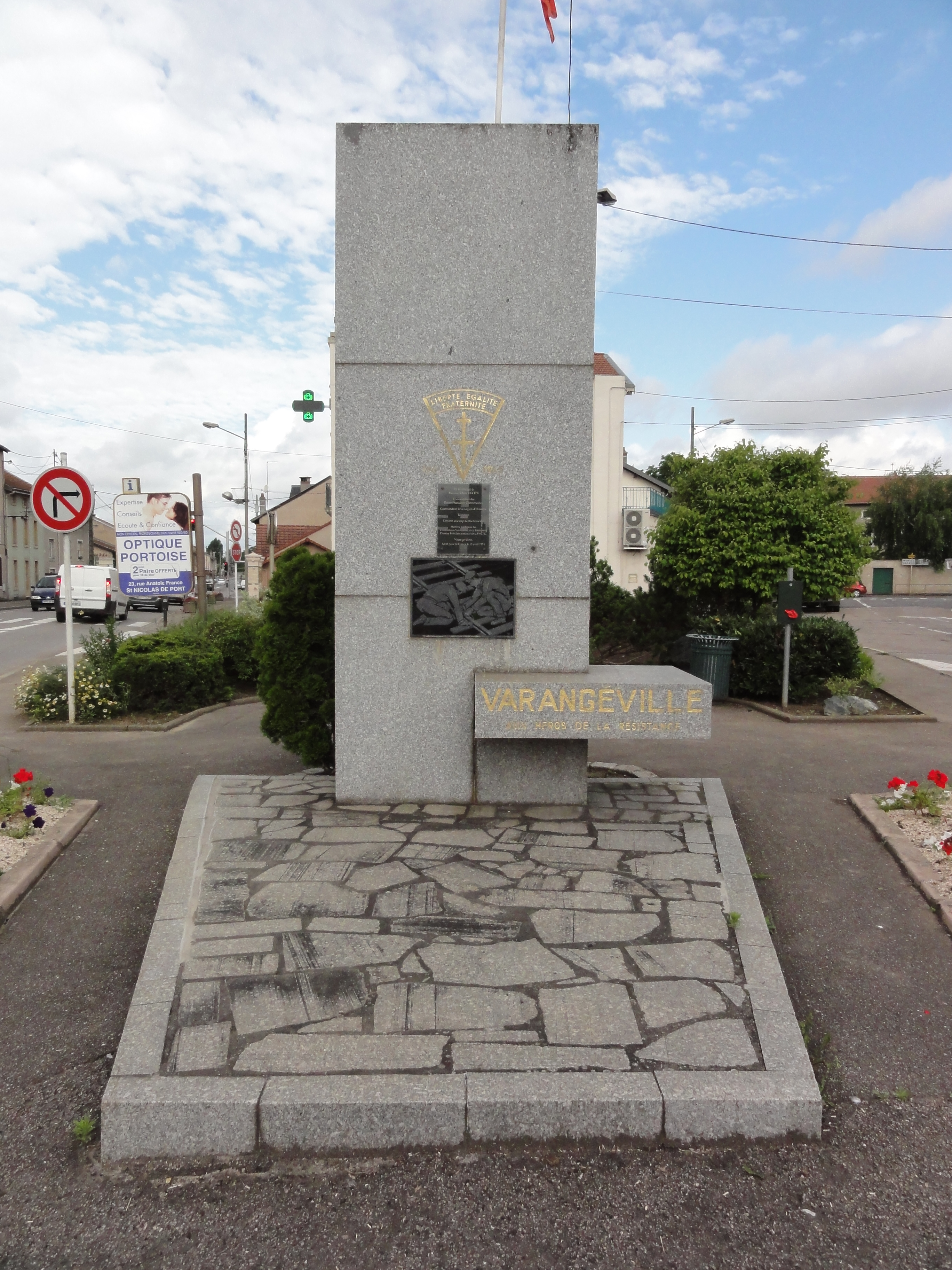
Mémorial des résistants

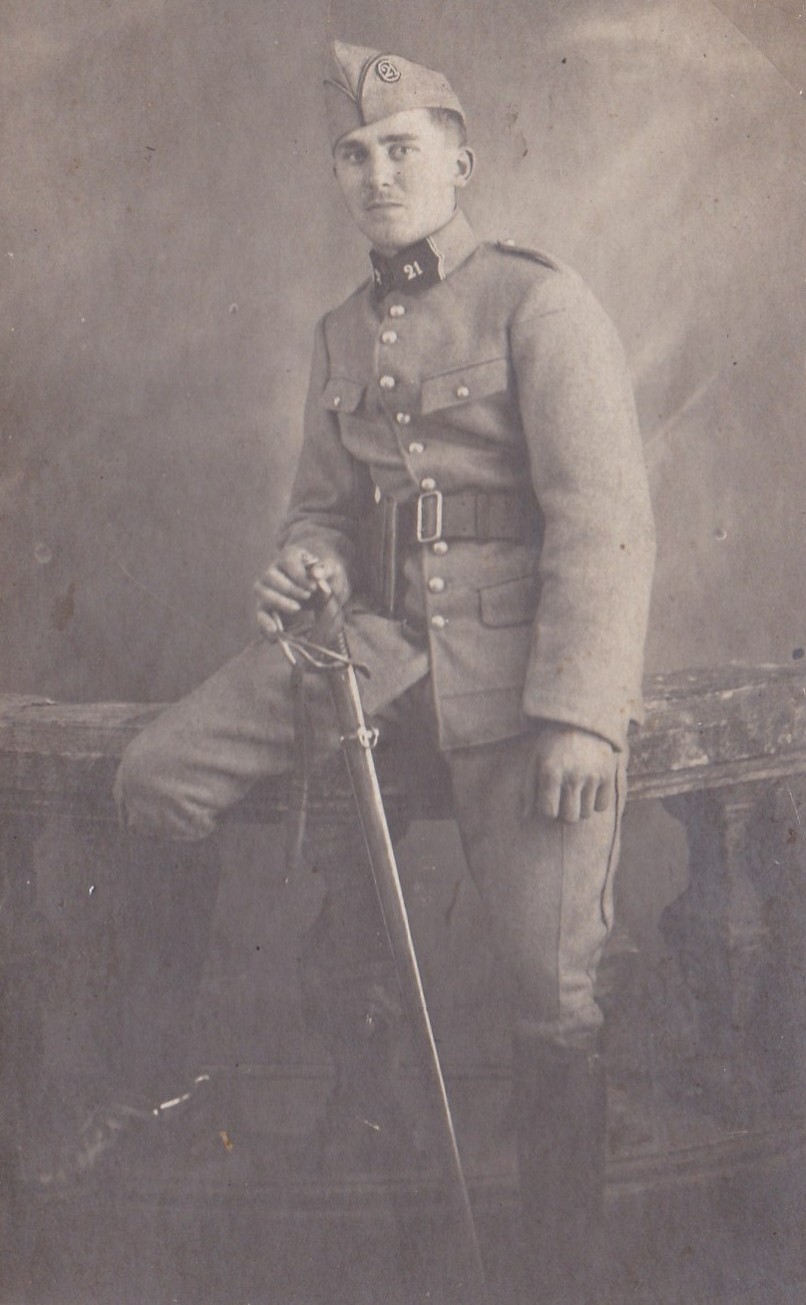
Incorporation en 1922

### Résistance
Dès sa libération, il entre dans la Résistance, réseau Libération Nord, et est arrêté un an plus tard par les Allemands qui l'emprisonnent à Écrouves. Il y reste jusqu'au 31 janvier 1943, libéré grâce à une action inopinée de la Résistance.
Le premier avril 1943, il rejoint de nouveau la Résistance, Groupe Lorraine 42, et est promu lieutenant, responsable du secteur Saint-Nicolas-de-Port et Varangéville.
Il obtient plusieurs citations militaires pour les seize actes de sabotage sur des voies de communication.
Il assure les liaisons avec les unités américaines et participe, avec l'armée américaine, à la libération de Saint-Nicolas-de-Port et de Varangéville.
Plus tard, il honorera ses camarades tombés au combat en se faisant le promoteur du mémorial des résistants[réf. souhaitée].

### Monde social et politique
Il entre à la SFIO en 1928. Régulièrement élu comme conseiller municipal puis adjoint au maire de Varangéville depuis 1936, il occupe le poste de maire de 1948 à 1977.
Parallèlement à ses fonctions de maire, il est trésorier de l'association des maires de canton et vice-président du district.
Il siège au conseil d'administration des assurances sociales, des Caisses d'allocations familiales de Meurthe-et-Moselle et des collèges.
En 1962, il occupe la présidence du syndicat intercommunal scolaire de Saint-Nicolas-de-Port pendant 14 ans,.
Alors maire de Varangéville, il est l'initiateur, en 1964, d'un des premiers jumelages d'une ville lorraine avec une ville allemande, Bruchköbel.
Il se présente sans succès aux élections législatives de 1962 avec Désiré Masson, en 1967 avec André Plumet sous l'étiquette Fédération de la Gauche Démocrate et Socialiste et en 1973 avec Gérard Cureau sous l'étiquette socialiste d'union de la gauche.

## Honneurs
- Croix de guerre 1935-1945 avec étoile de bronze
- Chevalier de la Légion d'honneur
- Officier des Palmes académiques

### articles connexes
- Résistance intérieure française